# 卡薩萊戰役
卡薩萊戰役（法語：Bataille de Casale）是於1640年法西战争與其附屬戰爭皮埃蒙特內戰期間，在義大利卡薩萊附近進行的一場戰役。此場戰役發生在西班牙帝國和其盟友對卡薩萊展開圍攻後不久，其在1639年攻下數個位於皮埃蒙特地區的重鎮。
法軍指揮官阿爾庫爾伯爵於1640年4月率領10,000名法國正規軍前去解圍皮埃蒙特蒙費拉托的卡薩萊鎮。西班牙軍隊指揮官萊加內斯侯爵成功在被襲擊下組織部隊，包圍了人數處於劣勢的法軍。但西班牙部隊最終在蒂雷納子爵率領的騎兵衝鋒下潰敗，使法軍得以前往圍攻都靈。

## 背景
西班牙支持的薩伏依爵位覬覦者托馬索·法蘭西斯科于1639年初從西班牙帝國控制的米蘭與西班牙軍隊一同進入了意大利北部的皮埃蒙特地區，開始了對各城鎮的佔領。由托馬索親王親率的西班牙軍隊在擁有民眾的支持下，於同年7月攻佔了薩伏依攝政王法蘭西的克莉絲汀所在的都靈城。都靈殘餘守軍與攝政王撤退至城中的堡壘，與城堡內的法國駐軍繼續抵抗西軍的進攻。
當發現無法收復這座城市後，克莉絲汀與托馬索親王達成休戰協議，該協議截止至該年10月24日。在休戰期時，法國首相黎塞留派遣阿爾庫爾伯爵前往指揮皮內羅洛的法軍部隊， 準備幫助法國支持的攝政王。在休戰期結束後法軍襲擊了基耶里，成功轉移了西班牙的注意力，使法軍補給車隊得以前往卡薩萊。11月20日，法軍在發現可能被包圍的情況下向皮內羅洛撤退，卻被敵軍阻擋去路。但因敵軍的進攻並未協調好，使得寡不敵眾的法軍得以擊退對手，並在蒂雷納子爵成功的後衛戰後撤退。
1640年4月，當托馬索親王繼續封鎖都靈時，西班牙將軍萊加內斯侯爵同時對卡薩萊展開圍攻，迫使法軍指揮官阿爾庫爾伯爵於同月率領部隊前往解圍。

## 戰役
在戰鬥剛開始，法軍因為人數劣勢和總指揮阿爾庫爾伯爵的失誤，被龐大的西班牙部隊包圍，戰線幾乎要被瓦解。身為騎兵指揮官的蒂雷納子爵，在注意到危險後迅速接管指揮，並將騎兵集結使西班牙軍隊無法辨別法軍的人數。在數次交戰後，蒂雷納成功找到突破口，西班牙軍隊的兩翼迅速潰敗。
蒂雷納追擊剩餘的西班牙部隊直至黑夜，許多西班牙部隊在逃跑途中溺死在波河中，18門火砲更被法軍奪取。

## 註腳
1. 1 2  Clodfelter 2017，第41頁.
2. 1 2 3  Longueville 1907，第28頁.
3. ↑  De Périni 1896，第278-280頁.
4. 1 2  Hanlon 2016，第124頁.